# Глущенко, Фёдор Иванович
Фёдор Ива́нович Глущенко (29 марта 1944, Зимовники, Ростовская область — 16 октября 2017, Москва) — российский и украинский дирижёр, народный артист Украинской ССР (1982).

## Биография
С 1950 г. учился в детской музыкальной школе Ростова-на-Дону по классу скрипки.
В 1962 г. поступил на композиторское отделение Московской консерватории — класс С. А. Баласаняна,
В 1964 году перевёлся в Ленинград.
В 1969 году окончил Ленинградскую консерваторию (класс дирижирования И. А. Мусина).
В 1967 году, будучи студентом, был принят вторым дирижёром в симфонический оркестр Комитета по радиовещанию и телевидению Карельской АССР.
В 1971―1973 годах главный дирижёр Симфонического оркестра Карельского радио и телевидения.
С 1973 года — дирижёр Государственного симфонического оркестра УССР.
В 1977 году стажировался у Карла Эстеррайхера и Отмара Сюитнера в Венской академии музыки и драмы.
С 1977 по 1987 год — главный дирижёр Государственного симфонического оркестра УССР, которым руководил в то время Степан Турчак. С коллективом был на гастролях в Берлине, Братиславе, Дюссельдорфе, Кракове, Ленинграде, Москве, Нюрнберге, Софии.
Выступал с государственной капеллой Берлина в зале Шаушпильхауз, сотрудничал с оркестрами Братиславы, Брно, Ливерпуля, Праги.
В 1990—1991 годах работал в Стамбульской государственной опере.
С 1991 года — постоянный дирижёр Государственного симфонического и филармонического оркестра в Москве.
В 1993 году осуществил постановку балета «Ромео и Джульетта» С. Прокофьева в Афинах, в том же году дебютировал в Лондоне, выступив в Барбикан-центре с Английским камерным оркестром.
Работал с Шотландским симфоническим оркестром BBC и оркестром им. Артуро Тосканини в Парме.
В 1996—2000 годах руководил Екатеринбургским камерным оркестром В-А-С-Н.
Принимал участие в фестивале в Белфасте вместе с Ольстерским оркестром.
В 2002 году выступал с Брабантским оркестром в амстердамской зале Консертгебау и в Эйндховене.
В 2006 году принимал участие в фестивале, посвящённом памяти Натана Рахлина в Казани.
В 2008 году снова начал сотрудничать с украинскими музыкантами, принимал участие в фестивале «Киев Музик Фест», на фестивале во Львове, выступал в Одессе.
С 2010 года являлся главным приглашённым дирижёром Национального симфонического оркестра Украины, с ним выступали солисты:
- Валерий Соколов,
- Дмитрий Ткаченко (скрипка),
- Сусанна Чахоян,
- Тарас Штонда.

В 2013 году дирижировал на фестивале «Дни музыки Мирослава Скорика» в Киеве, концертом для флейты с оркестром композитора Евгения Станковича (солист Олег Шеремет).
10 апреля 2015 года, в День освобождения Одессы от фашистских захватчиков, в Большом зале филармонии под управлением Ф. И. Глущенко были исполнены Концерт № 3 для оркестра «Голосіння» Ивана Карабица, Концерт № 2 для виолончели с оркестром Дмитрия Шостаковича, Симфония № 4 Александра Глазунова.

## Награды
- народный артист УССР (1982).